# Der artesische Brunnen oder Kasperl bei den Leuwutschen
Der artesische Brunnen oder Kasperl bei den Leuwutschen lautet der Titel eines von Franz Graf von Pocci verfassten Dramas, in dem Kasperl  in den frisch gebauten artesischen Brunnen fällt und bei den Leuwutschen am anderen Ende der Welt landet.

## Handlung
Das „Patriotisch-musikalische Drama in drei Auf- und Zuzügen“ spielt zunächst in einem süddeutschen Dorf. In diesem bleibt das Wasser aus, sodass das Vieh dürstet und die Dorfbewohner zu bangen beginnen. Dr. Zwiebelmeier jedoch, Gast im Wirtshaus und Professor, bringt die rettende Idee: Ein artesischer Brunnen soll gebaut werden. Drei Wochen lang dauern die Arbeiten, dann ist es vollbracht. Kasperl, in Gastwirt Stopselbergers Diensten, setzt sich auf den Bohrer und lässt somit den Brunnen sprudeln. Gleichzeitig jedoch verschwindet er durch den Druck in der Tiefe und scheint im Brunnen versunken.
Kasperl taucht aber wieder auf: am anderen Ende der Welt, in Patagonien. In der Provinz der Leuwutschen wird er zunächst mit Misstrauen beäugt, als Fremdling muss er eine Prüfung bestehen. Im Tempel alleingelassen, trifft Kasperl auf einen Leuwutschenteufel, der sich in einem Krug befindet. Es kommt zu einer Rauferei, in deren Verlauf Kasperl den von den Leuwutschen gefürchteten Dämon tötet. Zum Dank beschließt der Häuptling Schluwi, Kasperl mit seiner Tochter Milipi zu verheiraten. Die Hochzeit findet statt, kurz darauf besteigen Kasperl, Milipi und ihr Krokodil einen Luftballon zu einer Vergnügungsfahrt. Halamilari jedoch, der den Ballon an einer Schnur hält, wird das Ganze bald zu schwer und schließlich lässt er die Schnur los. Der Luftballon trudelt hinfort und Kasperl, durch die Luft gewirbelt, landet wieder im Dorf, nahe dem artesischen Brunnen.
Nachdem er sich besonnen hat, beschließt Kasperl, den Dorfbewohnern einen Streich zu spielen: Auf dem Brunnen platziert, gibt er sich als Geist aus, um zu erfahren, was die Dorfbewohner nach seinem Verschwinden über ihn erzählen. Er tadelt ihr schlechtes Reden und jagt allen einen gehörigen Schrecken ein, bevor er ihnen eröffnet, dass er doch kein Geist ist. Das Dorf jubelt über seine Rückkehr und damit endet das Drama.

## Figuren
- Stopselberger, Gastwirt zum „Roten Rößl“
- Nanni, seine Tochter
- Hans, Lenzelbauernsohn
- Dr. Zwiebelmaier, Gelehrter und Professor
- Kasperl Larifari, in Stopselbergers Diensten
- Hiesl, in Stopselbergers Diensten
- Nachtwächter
- Dorfbewohner
- Schluwi, Häuptling der Leuwutschen
- Milipi, seine Tochter
- Halamilari, Staatsrat und Adjutant
- Leuwutschenteufel
- Eingeborene Leuwutschen
- Sklaven

## Form
Das Stück umfasst drei Aufzüge, innerhalb derer drei Verwandlungen stattfinden, die die Ortswechsel zwischen dem süddeutschen Dorf und der Provinz der Leuwutschen in Patagonien kennzeichnen.

### 1. Aufzug
Morgen in der Wirtsstube:
- Heimliches Treffen von Hans und Nanni; Nanni klagt darüber, dass ihr Vater die Beziehung nicht duldet
- Kasperl hat nach nächtlicher Zecherei auf der Ofenbank geschlafen, ärgert das unglückliche Liebespaar
- Auftritt Stopselberger, Klage über Unruhe des Viehs und den Wassermangel
- Lied: Terzett
- Auftritt Dr. Zwiebelmaier, Nanni klagt ihm ihr Leid bezüglich ihrer Liebe zu Hans
- Kasperl kümmert sich um das Vieh, kehrt stolz zurück
- Lied

### 2. Aufzug
Im Dorf, außerhalb der Wirtsstube am Tag:
- Dr. Zwiebelmaier arbeitet am Brunnen, Hans ist sein Gehilfe
- Auftritt Stopselberger; beschwert sich darüber, dass die Arbeiten so lange dauern
- Dr. Zwiebelmaier versucht, den Wirt zu beschwichtigen, und erinnert ihn an sein Versprechen: Sollte der artesische Brunnen gelingen, darf Hans Nanni zur Frau nehmen
- Auftritt Kasperl und Hiesl; sie bringen die Röhre für den Brunnen
- Kasperl setzt sich auf den Bohrer; er versinkt mit ihm in der Tiefe, gleichzeitig steigt ein Springbrunnen herauf
- Lied; Kasperl ist versunken
- Verwandlung: Patagonien. Dr. Zwiebelmaier erklärt dem Publikum, dass Kasperl durch den artesischen Brunnen gefallen ist
- Abgang Dr. Zwiebelmaier, Auftritt Kasperl; Milipli findet ihn und beginnt ein Gespräch
- Auftritt Schluwi und Halamilari; sie drücken ihr Misstrauen gegenüber dem Fremden aus
- Verwandlung: Kasperl und Halamilari erscheinen im Inneren eines Tempels
- Prüfung im Tempel; Kasperl entdeckt den Leuwutschenteufel im Krug und erschlägt ihn
- Auftritt der Dorfbewohner; Jubel und Hochzeitsverkündigung

### 3. Aufzug
- Nach der Hochzeit; Kasperl, Mililpi und ihr Krokodil spazieren am Strand
- Auftritt Schluwi und Halamilari; Besteigen des Luftballons
- Halamilari beginnt zu schwanken, das Krokodil wird fallen gelassen
- Halamilari lässt die Schnur los; der Luftballon fliegt hinfort
- Einfall des Orchesters
- Rasche Verwandlung: das Wirtshaus von außen bei Nacht
- Kasperl ist verwirrt und orientierungslos, dann entdeckt er den Nachtwächter
- Lied des Nachtwächters; Kasperl begreift das Geschehen und schmiedet einen Plan
- Kasperl platziert sich auf dem Brunnen; in den Morgenstunden erscheinen Hiesl und Nanni am Brunnen
- Gespräch über Kasperl, die beiden reden über seine Faulheit; Kasperl macht sich hustend bemerkbar
- Hiesl und Nanni flüchten ins Haus; sie kommen mit dem Wirt zurück
- Kasperl beginnt als Geist zu sprechen; die anderen bedauern, dass er nicht mehr am Leben ist
- Kasperl gibt sich doch als lebendig zu erkennen; Freude und Jubel aller
- Einfall des Orchesters